# Falando Francamente
Falando Francamente foi um programa vespertino do SBT, que estreou em 6 de maio de 2002, às 15h45. O Cinema em Casa, na época exibido neste horário, passou para a faixa das 14h.
Apresentado por Sonia Abrão, o programa tinha como pauta as notícias sobre celebridades e notícias de televisão, mas também havia jogos com a participação do telespectador, notícias policiais etc.
Com as mudanças de horário do SBT, o programa passou para às 14h00 e posteriormente para às 13h00, nesta época a atração tinha um quadro chamado "SBT 21", que mostrava cenas de antigos programas da emissora. Mais tarde o Falando Francamente voltou para a faixa das 16 horas.
A partir de 10 de janeiro de 2004, passou a ser exibido nas tardes de sábado às 13h30, passando a ser um programa de auditório até ser extinto definitivamente. O Falando Francamente teve sua última exibição em 11 de setembro de 2004, com a ida de Sonia Abrão para a Rede Record.
No casting de repórteres estiveram: Celso Russomano, Lincoln Gomide,  Gil Gomes, Nélio Junior, Márcia Romão, Ana Paula, Paulo Sérgio Moraes, Tony Castro e Cintia Lima.
Este nome atualmente é usado em um programa de entrevista política apresentado por Carlos Chagas na E-Paraná, toda sexta às 19:15. Foi inicialmente exibido na TV Tupi de 1951 a 1961 sob o comando do jornalista Arnaldo Nogueira, um dos precursores da televisão no Brasil. No programa, que acontecia semanalmente e ao vivo, variedades de temas e pessoas, como: políticos, religiosos, artistas, intelectuais, cientistas, jornalistas, desportistas, eram apresentados aos telespectadores, que podiam fazer perguntas por telefone.